# Island (Yonne)
Island – miejscowość i gmina we Francji, w regionie Burgundia-Franche-Comté, w departamencie Yonne.
Według danych na rok 1990 gminę zamieszkiwało 196 osób, a gęstość zaludnienia wynosiła 9 osób/km² (wśród 2044 gmin Burgundii Island plasuje się na 715. miejscu pod względem liczby ludności, natomiast pod względem powierzchni na 383. miejscu).